# Перелік мостів Києва
Перелік мостів Києва — список найбільших мостів міста Київ. 

## Сучасні мости
У Києві діє дев'ять мостових переходів через річку Дніпро.
Також місто має незначну кількість невеликих мостів, споруджених над протоками Дніпра. Перша літописна згадка про наплавний міст наведена у літописі 1115 року.
Всього в Києві є більше 60-ти мостів та шляхопроводів.
| Назва                                    | Фото                                     | Дата відкриття    | Довжина  | Ширина  | Висота | Тип                                        |
| ---------------------------------------- | ---------------------------------------- | ----------------- | -------- | ------- | ------ | ------------------------------------------ |
| Південний міст                           |                                          | 25 грудня 1990    | 1256 м   | 41 м    | 135 м  | Комбінований вантовий міст                 |
| Північний міст                           | Московський міст                         | 3 грудня 1976     | 816 м    | 31,4 м  | 119 м  | Однопілоновий вантовий автомобільний міст  |
| Парковий (пішохідний) міст               |                                          | 3 липня 1957      | 427 м    | 7 м     | 58 м   | Пішохідний міст                            |
| Подільський міст                         | Подільський міст                         | 1 грудня 2023     | 710 м    | 18 м    |        | Арково-підвісний міст                      |
| Дарницький залізнично-автомобільний міст | Дарницький залізнично-автомобільний міст | 27 вересня 2010   | 1066,2 м | 43,8 м  | 80 м   | Комбінований залізнично-автомобільний міст |
| Міст імені Є. О. Патона                  | Міст Патона                              | 5 листопада 1953  | 1543 м   | 27 м    |        | Балковий автомобільний міст                |
| Гаванський міст                          | Гаванський міст                          | 17 грудня 2007    | 380 м    | 35 м    |        | Автомобільний міст                         |
| Рибальський залізничний міст             | Петрівський залізничний міст             | 9 листопада 1929  | 1430 м   | (110 м) | 5 м    | Залізничний міст                           |
| Дарницький залізничний міст              | Дарницький залізничний міст              | 1949              |          |         |        | Залізничний міст                           |
| Міст Метро                               | Міст Метро                               | 5 листопада 1965  | 684,5 м  | 28 м    |        | Метроміст                                  |
| Русанівський метроміст                   | Русанівський метроміст                   | 5 листопада 1965  | 349,2 м  | 28 м    |        | Метроміст                                  |
| Венеційський міст                        | Венеційський міст                        | 1966              | 144 м    | 10 м    |        | Пішохідний міст                            |
| Рибальський вантовий міст                |                                          | 1963              |          |         | 63 м   | Пішохідний міст                            |
| Парковий міст                            |                                          | 22 листопада 1910 |          |         |        | Пішохідний міст                            |
| міст через Володимирський узвіз          |                                          | 25 травня 2019    | 216 м    |         |        | Пішохідно-велосипедний                     |
| Пішохідний міст на Оболонський острів    |                                          | 24 травня 2024    | 164 м    | 4 м     |        | Пішохідний                                 |
| Автомобільний міст на Оболонський острів |                                          | 24 травня 2024    | 60,86 м  | 4,5 м   |        | Автомобільний                              |

## Зруйновані
| Назва                   | Фото | Роки існування | Довжина | Ширина | Висота | Тип                                     |
| ----------------------- | ---- | -------------- | ------- | ------ | ------ | --------------------------------------- |
| Ланцюговий міст         |      | 1853—1920      | 776 м   | 16 м   |        | Ланцюговий, шестипролітний міст         |
| Міст імені Євгенії Бош  |      | 1925—1941      | 776 м   | 16 м   |        | Підвісний балочний, шестипролітний міст |
| Русанівський міст       |      | 1906—1943      | 202 м   |        |        | Підвісний, двопрогоновий міст           |
| Наводницький міст       |      | 1713—1953      | 2055 м  |        |        | Дерев'яний міст                         |
| Залізничний міст Струве |      | 1870—1943      | 1067 м  |        |        | Фермовий, дванадцятипролітний міст      |